# Nacho López
Ignacio López Bocanegra, más conocido como Nacho López, (Tampico, Tamaulipas, 20 de noviembre de 1923 – Ciudad de México, 24 de octubre de 1986) fue un fotógrafo mexicano, figura importante en el periodismo fotográfico de dicho país en el siglo XX. 
Casi rechazó la creación de imágenes que retrataban un México exótico y prefirió la fotografía de gente común de la Ciudad de México a la de la élite política y social. Se le acredita haber sido el primero en México en trabajar con series fotográficas, a las que llamó "fotoensayos" hechos para publicarse en revistas ilustradas semanales en el país. Cerca de la mitad de sus fotografías fueron de situaciones organizadas por López, diseñadas para capturar las reacciones de los presentes en el evento. Aunque como fotoperiodista estuvo activo por menos de una década en  la década de los años 1950, fue una influencia para las generaciones de fotoperiodistas que lo sucedieron, y dejó una colección de aproximadamente 33,000 imágenes resguardada hoy en el Fondo Nacho López de la Fototeca Nacional de México.

## Biografía
Nacho López nació en Tampico, Tamaulipas, México, el 20 de noviembre de 1923. Estudió en el Instituto de Artes y Ciencias Cinematográficas de 1945 a 1947. Aprendió fotografía principalmente con Manuel Álvarez Bravo y recibió sus influencias de Francisco Monterde, Ricardo Razaetti, el director de cine Alejandro Galindo y el escritor Xavier Villaurrutia.
Empezó su carrera fotográfica en una época en la que la mayoría de los fotógrafos de México se interesaban por los temas políticos y por la intención de crear una identidad mexicana más homogénea, algo que Álvarez Bravo le enseñó a rechazar. Sus intereses incluían también la arquitectura, la etnografía, el jazz de la década de 1960 y la danza contemporánea, inclusive durante su vida estuvo casado sucesivamente con dos bailarinas de esta especialidad.
Murió repentinamente en 1986 en la Ciudad de México, dejando solamente una hija, Citlali López, antropóloga.

## Inicios
Su primera fotografía fue de la calle de Lazarin del Toro en la Ciudad de México en 1933. A principios de su carrera, enseñó técnicas fotográficas en la Universidad Central de Venezuela por un tiempo corto, donde también hizo la primera exhibición importante de su trabajo en 1948. Su primer trabajo fotográfico incluyó temas como escenas de la calle 16 de Septiembre, bailarines, máscaras y carnavales, así como huelgas de maestros, indígenas huicholes y coras.
Su trabajo principal como fotógrafo fue entre los años 1949 y 1955, cuando hizo fotoperiodismo para revistas mexicanas como Pulso, Mañana, Hoy, Rotofoto, Presente y Siempre! En ese tiempo, las revistas con imágenes eran el principal recurso de información cultural y su trabajo le permitió una flexibilidad más creativa.  López quería ser director y productor de cine y usó temas y habilidades de sus años como fotoperiodista para ilustrar alguna de sus ideas para guiones. Como autor de imágenes se concentró más en la vida cotidiana, aproximadamente la mitad de sus fotos versan sobre ese tema. Con una inclinación por la crítica social, sus trabajos se centraron más en los aspectos negativos del desarrollo económico en México de la época y en oponerse a las afirmaciones oficiales de una identidad mexicana uniforme.
Para 1957, López encontró el fotoperiodismo muy restringido y se enfocó a trabajar documentales, historias nuevas y en la publicidad. Durante la década siguiente hizo documentales y comerciales ganadores de premios y una película llamada Los hombres cultos en 1972. López también fue el camarógrafo del cortometraje Todos somos mexicanos, producida por el Instituto Nacional Indigenista y dirigida por José Arenas. A pesar de cierto reconocimiento en el ámbito cinematográfico, actualmente es recordado por su fotoperiodismo de los años cincuenta, aunque solamente haya estado un breve periodo en esa actividad Poco se ha escrito sobre su carrera filmográfica, y aunque López escribió acerca de sus experiencias como fotógrafo, no lo hizo sobre las cinematográficas.
Nunca dejó de exhibir su trabajo fotográfico, participando en exhibiciones colectivas de un grupo llamado "Los Interioristas" en los 60. En la década de los años 1970 dejó de hacer películas y regresó a la fotografía pero no al fotoperiodismo  con un contrato del Instituto Nacional Indigenista.  Muchas de sus fotografías de esta época continúan siendo usadas por la Secretaría de Relaciones Exteriores.
En los últimos años de su carrera se convirtió en maestro de la fotografía y en crítico fotográfico. En la década de 1980 dio clases de fotografía en el Centro Universitario de Estudios Cinematográficos de la Universidad Nacional Autónoma de México y la Universidad Veracruzana, enseñando a muchos de los que formarían parte del movimiento de nuevos fotoperiodistas. Publicó un libro de imágenes llamado Yo, el ciudadano que fue primeramente publicado en una importante colección de libros sobre imágenes latinoamericanas llamada "Río de luz", publicada por el Fondo de Cultura Económica, y que dirigía Pablo Ortiz Monasterio. Otra publicación importante de su trabajo fue en la revista Artes de México con imágenes relacionadas con la Ciudad de México.
Su fotografía nunca se concentró en las "noticias duras" a pesar de un número importante de sucesos de la época, como la marcha del hambre de los mineros de Nueva Rosita, Coahuila, en marzo de 1951 o el movimiento estudiantil de 1968. Solo las huelgas de trabajadores en 1958 y 1959 están en su archivo, pero las fotografías son consideradas de poco valor. Rara vez fotografió celebridades y políticos con las notables excepciones de la ceremonia en que Rafael Ávila Camacho asumió la gubernatura del estado de Puebla en 1951 y la boda de Anastasio Somoza (1950) en Nicaragua. Son apenas dos de un total de más de cuarenta foto ensayos en los que trabajó toda su carrera.
Poco tiempo antes de su muerte, reunió una colección de aproximadamente 30.000 negativos, 3.000 fotografías y tres películas para donarlos a los archivos fotográficos nacionales que el gobierno federal resguarda en Pachuca, Hidalgo, y que conforman hoy el Fondo Nacho López de la Fototeca Nacional de México. Su hija ha trabajado desde entonces para promover la preservación e investigación del trabajo de su padre, llevándolo al reconocimiento internacional en la década de 1990 y organizando una magna exposición de su trabajo en la Ciudad de México en el 2008, más de veinte años después de su muerte.

## Carrera
Su carrera como fotoperiodista fue corta, pero la influencia de López fue decisiva. Su estilo fue reconocido junto con su preferencia por los temas inusuales del tiempo y sus inesperados giros a historias más bien rutinarias. Esto hizo de López el fotógrafo periodístico más influyente desde mediados del siglo XX hasta finales del mismo. En la época en que López estudió y comenzó su carrera, entre fines de los 30 e inicios de los 50, había dos grandes tendencias  en la fotografía mexicana. La primera de ellas era política y tenía como objetivo crear una identidad nacional unificada, minimizando las diferencias regionales y étnicas, así como haciendo que la élite política y social del país se viera bien. Esto era evidente en periódicos y revistas semanales como Hoy, Mañana y Siempre! que tenían esa intención principal al difundir información cultural del momento, mientras era notoria la ausencia de imágenes de trabajadores, indígenas y otras personas del común. Tal intencionalidad era reforzada a través de políticas de estado que recompensaban con contratos publicitarios a las publicaciones con contenido que se consideraba aceptable y castigando a las que no. Había en algunas revistas artículos completos dedicadas al presidente en turno o a las industrias favorecidas, a veces sostenidas con recursos públicos.
La segunda fue la tendencia de los fotógrafos del siglo XlX al XX de retratar México como una entidad exótica, frecuentemente con imágenes de estereotipos atractivos en los mercados extranjeros. Fotografías enfocadas en zonas rurales con imágenes estereotipadas de indígenas, algunas veces incluso con mujeres con el pecho descubier, como una forma de pornografía suave. Las influencias principales de López como Manuel Álvarez Bravo y Tina Modotti estaban decididas a cambiar esto. Nacho López y otro fotógrafo prominente, Héctor García de la década de 1940, estudiaron con Álvarez Bravo quien los hizo no tomar esta postura pintoresca sino con más crítica social. En este sentido, otra influencia importante para López fue la de los hermanos Mayo, fotógrafos de origen español que se afincaron en México. Estas influencias lo ayudaron a desarrollar un tipo de “objetividad modernista” y una ética para su trabajo en revistas donde hacía fuerte contraste al énfasis en lo exótico y resistía las presiones políticas.
El trabajo de López para la Ciudad de México en los 50s fue radical. Contenía historias destacadas y ensayos pintorescos con crítica social, un estilo formal propio y un enfoque narrativo. Sus más conocidas fotos se enfocaban mayormente en la vida cotidiana en la Ciudad de México, con fotos de personas trabajando en diligencias, estudiantes, jugadores de billar, trabajadores en la calle y en talleres, gente indígena y en sitios como pulquerías, clubes, la calle y las cárceles. Además de Álvarez Bravo y Modotti, su trabajo también ha sido comparado con el de Dorothea Lange, Henri Cartier-Bresson y Edward Weston, todos opuestos a lo exótico en la fotografía mexicana. Otras influencias incluyen a Francisco Monterde, Ricardo Razaetti, al director de cine Alejandro Galindo y al escritor Xavier Villaurrutia. Él afirmó que “La fotografía no tenía el propósito de adornar las paredes como arte, pero más allá de hacer obvia la crueldad ancestral del hombre contra el hombre, estaba la grandeza de su amor por las cosas y las cosas de todos los días”.
El trabajo de López introdujo el comentario social no ambiguo. Los ensayos fotográficos más poderosos tendían a enfocarse en la opresión a los prisioneros, habitantes de barrio, niños pobres, analfabetas y marginados socioeconómicos. Sin embargo, tomó estas fotos no para ser vistas por sus temas o por las clases sociales retratadas, sino para los lectores de clase media de revistas ilustradas. Trabajó para mostrar el lado oculto de lo que había sido promovido como una modernización “milagrosa” de México.  Por haber colaborado principalmente en revistas, tuvo más autonomía creativa que los fotógrafos que trabajaron para periódicos. Esto le permitió desarrollar el formato de fotoensayo, y fue el primer periodista mexicano en expandir significativamente la noción de ser un autor, escribiendo los títulos y otros textos que acompañaban sus imágenes.
Se le dio crédito por haber sido la primera persona en México en crear series fotográficas. Éstas incluyen “México acostumbra echarse una copa a las dos de la tarde” y “Filósofos de la noticia”, que eran temas inusuales. Incluso cuando hizo temas conocidos como la peregrinación annual a la Basílica de Guadalupe en la Ciudad de México en diciembre, se enfocó en diferentes cosas como lo que los peregrinos comían o bebían.
Casi la mitad de su trabajo fotográfico, incluyendo fotoensayos, fueron situaciones creadas por el fotógrafo, capturando imágenes de transeúntes conforme se encontraban con ellos. La foto más famosa de este tipo es “Mujer guapa parte plaza por Madero” en 1953. Esta foto fue el resultado de una mujer con una cintura muy estrecha, en realidad una actriz contratada por López, caminando en el centro de la Ciudad de México y en otros lugares para que López pudiera fotografiar las reacciones de los presentes. Otra serie de este tipo es la llamada “La Venus se va de juerga” que es una serie de fotografías de un maniquí desnudo cargado por trabajadores y fotografiado en diferentes ubicaciones y situaciones.}
Algunos de los fotoensayos de López fueron compilados de su archivo personal de imágenes no publicadas. Un ejemplo de este método es "La calle lee", un foto ensayo dedicado a actos de personas leyendo en distintos ambientes socioeconómicos y en varias situaciones. De acuerdo con el historiador John Mraz, su foto ensayo más crítico fue llamado “Sólo los humildes van al infierno,” publicado en Siempre! en 1954, revista que también eliminó algunas de sus fotos. La serie “Valle de Mezquital” consiste en treinta fotografías de personas y paisajes del Valle del Mezquital en el estado de Hidalgo que mostraba la belleza y la pobreza del área. Una última compilación de fotografías que hizo fue llamada “fotopoemáticos” que eran poemas y fotos juntas. Uno de estos fotopoemáticos incluye “Sueño: Te tengo escondida en mi sueño remoto.”